# Catallagia charlottensis
Catallagia charlottensis är en loppart som först beskrevs av Baker 1898.  Catallagia charlottensis ingår i släktet Catallagia och familjen mullvadsloppor. Inga underarter finns listade i Catalogue of Life.